# Festuca gracillima
Festuca gracillima är en gräsart som beskrevs av Joseph Dalton Hooker. Festuca gracillima ingår i släktet svinglar, och familjen gräs. Inga underarter finns listade i Catalogue of Life.